# キュリー夫人 天才科学者の愛と情熱
『キュリー夫人 天才科学者の愛と情熱』（キュリーふじん てんさいかがくしゃのあいとじょうねつ、Radioactive）は2019年のイギリスの伝記映画。監督はマルジャン・サトラピ、主演はロザムンド・パイクが務めた。本作はローレン・レドニスが2010年に発表したグラフィックノベル『放射能 キュリー夫妻の愛と業績の予期せぬ影響』（原題:Radioactive）を原作としている。

## ストーリー
1893年、26歳のポーランド女性マリア(フランス風にはマリ)・スクウォドスカはパリのソルボンヌ大学で科学を学んでいた。だが、自己主張が強すぎる性格ゆえに担当教授の研究室を追い出されるマリ。苦学生で自前の研究室を持てないマリを、自分の研究室に招くピエール・キュリー。彼は、数少ない女性の研究者であり優れた論文を書くが、教授に楯突くことで有名なマリに注目していたのだ。当初は、身体が目当てかと身構えていたマリだが、ほどなくしてピエールと共同研究を始め、1895年には結婚してキュリー夫人となった。
4年がかりの研究で新元素のラジウムとポロニウムを発見するキュリー夫妻。その物質が発する放射線を「放射能」と名付け、科学の法則を書き換えたと世間的にも大評判となった。1903年にはノーベル物理学賞の受賞が決まったが、当初の受賞者はピエールのみだった。推薦者に掛け合って妻との共同受賞を認めさせるピエール。だが、阻害されたと腹を立てたマリは、あえて授賞式を欠席した。
1906年、通りを渡ろうとしたピエールは大型馬車に轢かれ、46才で亡くなった。まだ幼い2人の娘と共に残されたマリを、大学はピエールの役職だった教授に任命し、研究室の使用も継続された。ソルボンヌ大学初の女性教授となるマリ。しかし、1911年に、マリは大きなスキャンダルに巻き込まれた。ピエールの教え子で助手でもあったポール・ランジュバンとの恋愛が新聞に載ったのだ。ランジュバンは妻帯者であり、離婚を迫られた妻が記者に話したためで、マリの家は怒った市民たちに取り巻かれた。
同じ1911年、マリにノーベル化学賞の内示がもたらされた。2部門（物理学賞・化学賞）での受賞はマリが世界初の快挙だった。スキャンダルを理由に辞退を勧める声もあったが、マリは堂々とストックホルムに赴き、メダルを受け取った。気弱なランジュバンは妻の元に戻り、事態は鎮静化して行った。
1914年、第一次世界大戦が始まると、マリは長女イレーヌと共にレントゲンの機材を軍用トラックに積み込み、戦場に向かった。負傷すると簡単に手足を切られていた兵士たちは、レントゲン検査によって切断を免れ、マリに感謝した。長年、放射線に曝され続けたマリは健康状態の悪化に苦しみ続けたが、1934年に66才で亡くなるまでパリで研究生活を続けた。

## キャスト
- ロザムンド・パイク - マリー・キュリー
- サム・ライリー - ピエール・キュリー
- アニャ・テイラー＝ジョイ - イレーヌ・ジョリオ＝キュリー
  - アリエラ・グレイザー - 11歳の頃のイレーヌ・ジョリオ＝キュリー
  - インディカ・ワトソン - 6歳の頃のイレーヌ・ジョリオ＝キュリー
- カーラ・ボッサム - エーヴ・キュリー
- アナイリン・バーナード - ポール・ランジュバン
- キャサリン・パーキンソン - エマ・ジャンヌ・デスフォセーズ
- サイモン・ラッセル・ビール - ガブリエル・リップマン
- ティム・ウッドワード - アレクサンドル・ミルラン
- ジョナサン・アリス - ヘトリード
- ミアヤム・ノヴァク - フランソワ
- コーリイ・ジョンソン - アダム・ワーナー
- ディミトリ・ゴリトシャス - パーキンス博士
- マイケル・グールド - クラーク判事

## 製作
2017年2月16日、マルジャン・サトラピが本作の監督に起用されたと報じられた。5月16日、ロザムンド・パイクの起用が発表された。2018年2月、本作の主要撮影がハンガリーのブダペストで始まると共に、サム・ライリー、アニャ・テイラー＝ジョイ、アナイリン・バーナード、サイモン・ラッセル・ビールがキャスト入りした。4月18日、サーシャ・ガルペリンとエフゲニー・ガルペリンが本作で使用される楽曲を手掛けることになったとの報道があった。3月6日、ミラン・レコーズが本作のサウンドトラックを発売した。

## 公開・マーケティング
2018年2月19日、アマゾン・スタジオズが本作の全米配給権を獲得したと報じられた。2019年9月14日、本作は第44回トロント国際映画祭のクロージング作品としてプレミア上映された。2020年2月4日、本作のオフィシャル・トレイラーが公開された。

## 評価
本作は批評家から好意的に評価されている。映画批評集積サイトのRotten Tomatoesには60件のレビューがあり、批評家支持率は68%、平均点は10点満点で6.14点となっている。サイト側による批評家の見解の要約は「『キュリー夫人 天才科学者の愛と情熱』の脚本には難点があり、そのストーリーテリングも逆効果をもたらしている。しかし、同作がマリー・キュリーという卓越した科学者に対して心からの敬意を払っていることは間違いなく、ロザムンド・パイクの演技も素晴らしい。そのお陰で、先に挙げた欠点は相殺されている。」となっている。また、Metacriticには24件のレビューがあり、加重平均値は55/100となっている。